# Nikolai Stanislawowitsch Streletzky
Nikolai Stanislawowitsch Streletzky (russisch Николай Станиславович Стрелецкий; wissenschaftliche Transliteration Nikolai Stanislawowitsch Strelezki; * 2. Septemberjul. / 14. September 1885greg. in der Festung Ossowitz; † 15. Februar 1967 in Moskau) war ein russisch-sowjetischer Brücken-Bauingenieur und Hochschullehrer.

## Leben
Strelezkis Vater Stanislaw A. Streletzky war Militäringenieur und baute Festungsanlagen in Wilna, Riga, Chabarowsk und Wladiwostok. Streletzky schloss den Besuch des Gymnasiums in Wladiwostok 1904 ab und studierte in St. Petersburg am Verkehrsingenieur-Institut mit Abschluss 1911 mit Auszeichnung.
Zur Verbesserung der Kenntnisse im Brückenbau wurde Streletzky für zwei Jahre nach Deutschland geschickt. Er hörte Vorlesungen an der Königlich Technischen Hochschule zu Berlin, und in einem Ingenieurbüro beteiligte er sich an Brückenbau-Arbeiten.
Nach der Rückkehr leitete Streletzky bei der Moskau-Kasaner Eisenbahn die Projektierung von Brücken über die Oka und eines Tunnels unter der Wolga in Nischni Nowgorod. Dazu veröffentlichte er auch eingehende Studien.
Im Ersten Weltkrieg lehrte Streletzky ab 1915 in der Bauingenieur-Fakultät der Moskauer Technischen Hochschule (MWTU), um ab 1917 den Lehrstuhl für Brückenbau zu leiten. Gleichzeitig lehrte er am Moskauer Verkehrsingenieur-Institut (MISI). Nach der Oktoberrevolution erhielt er 1918 den Professorentitel. Auf der Internationalen Tagung für Brückenbau und Hochbau in Wien 1928 trug er über die Dynamik von Brücken unter beweglichen Belastungen vor. 1930–1935 leitete er den Lehrstuhl für Brücken der Kuibyschew-Militärakademie für Pioniertruppen. Ab 1932 leitete er den Lehrstuhl für Metallkonstruktionen des MISI.
Neben der Lehre widmete sich Streletzky der Forschung und Entwicklung. Ein Schwerpunkt waren die Tragfähigkeitsberechnungen unter Berücksichtigung von Festigkeit und plastischer Verformung der eingesetzten Werkstoffe. Ohne Verteidigung einer Dissertation wurde er zum Doktor der technischen Wissenschaften promoviert.
In den 1920er und 1930er Jahren wurden nach Streletzkys Entwürfen Eisenbahnbrücken über Oka, Wolga, Dnepr und den Moskaukanal gebaut. Von 1927 bis 1934 beteiligte er sich an der von Ludwig Martens herausgegebenen Technischen Enzyklopädie. 1931 war Streletzky zum Korrespondierenden Mitglied der Akademie der Wissenschaften der UdSSR gewählt worden. Nikolai Kirsanow war einer seiner Schüler.
Mit anderen hatte Streletzky 1927 das Staatliche Institut für Bauwesen organisiert, das 1931 das Zentrale Forschungsinstitut  für Industriebau (ZNIIPS) wurde. Dort leitete er zunächst ein Laboratorium und war 1935–1936 Institutsdirektor.
Streletzky starb am 15. Februar 1967 in Moskau und wurde auf dem Nowodewitschi-Friedhof begraben.

## Ehrungen, Preise
- Orden des Roten Banners der Arbeit (1943, 1945)[3]
- Verdienter Wissenschaftler und Techniker der RSFSR (1944)
- Leninorden (1946, 1953, 1961, 1966)[2][3]
- Held der sozialistischen Arbeit (1966)[2][3]